# Spurius Mummius
Spurius Mummius (Kr. e. 2. század) római költő, államférfi.
Lucius Mummius testvére és az akhaia ellen vezetett hadjáratban alvezére volt. Később az Akhaia tartományának rendezésére rendelt 10 férfiú egyike lett, testvérével együtt. Tréfás versekben írta le ottani élményeit, emiatt a költői levél műfajának első művelője volt. Az ifjabb Scipiót, akivel jó barátságban volt, Kr. e. 132-ben Asia provinciába kísérte. Korabeli források szerint okosabb és műveltebb volt testvérénél. Művei elvesztek.